# Juan Sebastián Cabal
Juan Sebastián Cabal (* 25. April 1986 in Cali) ist ein ehemaliger kolumbianischer Tennisspieler.

## Karriere
Juan Sebastián Cabal erzielte insbesondere im Doppel seine besten Ergebnisse. 2008 gewann er zusammen mit Alejandro Falla drei Challengerturniere. An der Seite seines Landsmanns Robert Farah gewann er 2011 insgesamt sechs Titel bei Challengerturnieren, doppelt so viele wie im Vorjahr. Sein erster sportlicher Höhepunkt stellte der Finaleinzug bei den French Open dar. Zusammen mit Eduardo Schwank schaltete er bereits zuvor im Halbfinale das zu der Zeit weltbeste Doppel aus, die US-Zwillinge Mike und Bob Bryan. Im Finale unterlagen sie jedoch gegen Daniel Nestor und Maks Mirny knapp in drei Sätzen mit 6:7 (3:7), 6:3 und 4:6. In Wimbledon trat Cabal wieder mit seinem Stammpartner Farah an und drang immerhin bis ins Achtelfinale vor. Dabei besiegten sie in der ersten Runde, welche wegen schlechter Wetterbedingungen nur über zwei statt der üblichen drei Gewinnsätze gespielt wurde, die an Position vier gesetzten Rohan Bopanna und Aisam-ul-Haq Qureshi in einem über drei Stunden dauernden Marathonmatch mit 21:19 im dritten Satz. Im September gewann Cabal seinen einzigen Einzeltitel auf der Challenger Tour, als er im Finale von Aguascalientes auf seinen Doppelpartner Robert Farah traf und diesen in zwei Sätzen bezwang.
In der Saison 2012 gelangen Cabal im Gegensatz zum Vorjahr nur zwei Titelgewinne auf der Challenger Tour. Mit Robert Farah verteidigte er seinen Titel von Cali und war in Quito mit Carlos Salamanca erfolgreich. Auf Grand-Slam-Ebene war das Erreichen des Achtelfinals in Roland Garros sein bestes Resultat. Im Juni des Jahres zog er in ’s-Hertogenbosch erstmals seit seinem French-Open-Finale im Jahr 2011 in ein ATP-Finale ein. Er und Dmitri Tursunow unterlagen in diesem jedoch mit 3:6 und 6:7 (1:7) gegen Robert Lindstedt und Horia Tecău. Bei den Olympischen Sommerspielen in London kam er an der Seite von Santiago Giraldo nicht über die erste Runde hinaus, sie schieden gegen Marin Čilić und Ivan Dodig in zwei Sätzen aus. 2013 starteten Cabal und Farah mit dem Viertelfinaleinzug bei den Australian Open gut in die Saison. Im weiteren Saisonverlauf erreichten sie außerdem das ATP-Finale von Nizza und die Achtelfinals der French Open und in Wimbledon. In Nizza unterlagen sie im Endspiel Johan Brunström und Raven Klaasen mit 3:6 und 2:6.  Auf der Challenger Tour sicherten sie sich den Titelgewinn in Kaohsiung, außerdem gewann Cabal mit Alejandro González auch den Titel in Bogotá.
2014 gelangen Cabal und Farah die ersten Erfolge auf der World Tour. Im Februar gewannen sie zunächst in Rio de Janeiro mit einem Zweisatzerfolg über David Marrero und Marcelo Melo ihren ersten Titel auf der Tour, ehe der zweite Titelgewinn im August in Winston-Salem folgte.  Dort besiegten sie im Endspiel Jamie Murray und John Peers ebenfalls in zwei Sätzen. Zudem gewannen sie in bereits im Januar in Bucaramanga ihren zwölften gemeinsamen Titel auf der Challenger Tour. Vier weitere Male – allesamt in den ersten drei Kalendermonaten – standen sie in einem Finale auf der World Tour, ohne den Turniersieg davontragen zu können. Gleich zum Saisonauftakt unterlagen sie in Brisbane Daniel Nestor und Mariusz Fyrstenberg mit 7:10 im Match-Tie-Break, einen Monat später verloren sie das Endspiel von Viña del Mar gegen Oliver Marach und Florin Mergea in zwei Sätzen. Anfang März mussten sie eine Finalniederlage gegen Philipp Oswald und Guillermo García López in São Paulo hinnehmen, die sich im Match-Tie-Break knapp mit 15:13 durchgesetzt hatten. Beim Miami Masters Ende März spielten sich Cabal und Farah als ungesetzte Paarung erstmals in das Endspiel eines Masters vor, in dem sie auf Mike und Bob Bryan trafen. Auf dem Weg ins Finale hatten sie sich unter anderem gegen die an Position sieben gesetzten Rohan Bopanna und Aisam-ul-Haq Qureshi sowie anschließend gegen die an Position zwei gesetzten Alexander Peya und Bruno Soares durchgesetzt. Die Bryan-Brüder gewannen die Finalpartie schließlich mit 7:6 (10:8) und 6:4. Mit Nicolás Barrientos erreichte Cabal im Juli in Bogotá ein weiteres ATP-Finale, das sie jedoch gegen Samuel Groth und Chris Guccione mit 9:11 im Match-Tie-Break verloren. Bei den Grand-Slam-Turnieren verzeichneten Cabal und Farah ihr bestes Resultat mit dem erneuten Achtelfinaleinzug in Wimbledon. Er beendete die Saison als Nummer 22 der Weltrangliste.
Auch 2015 sicherten sich Cabal und Farah zwei Turniersiege auf der World Tour. Im Finale von São Paulo besiegten sie im Februar Paolo Lorenzi und Diego Schwartzman mit 6:4 und 6:2. Der zweite Titelgewinn folgte im Mai in Genf gegen Raven Klaasen und Lu Yen-hsun, die sie mit 10:7 im Match-Tie-Break bezwangen. In der zweiten Saisonhälfte erreichten sie zudem die ATP-Endspiele in Båstad, Hamburg und Tokio. In Båstad hatten sie ebenso mit 8:10 im Match-Tie-Break das Nachsehen gegen Jérémy Chardy und Łukasz Kubot wie auch in Hamburg gegen Jamie Murray und John Peers. In Tokio unterlagen sie, wiederum im Match-Tie-Break, mit 7:10 Raven Klaasen und Marcelo Melo. Weniger erfolgreich verliefen die vier Grand-Slam-Turniere für die beiden. In Roland Garros scheiterten sie bereits in der Auftaktrunde, bei den übrigen drei Turnieren kamen sie jeweils nicht über die zweite Runde hinaus. In der Weltrangliste hielt sich Cabal aufgrund der Turniererfolge aber dennoch konstant unter den Top 30 der Welt.
In der Saison 2016 blieben Cabal und Farah viermal auf der World Tour siegreich. Nach dem Erreichen des Achtelfinals bei den Australian Open gewannen sie im Februar binnen zwei Wochen sowohl das Turnier in Buenos Aires als auch das Turnier in Rio de Janeiro. In Buenos Aires setzten sie sich im Endspiel gegen Íñigo Cervantes und Paolo Lorenzi deutlich mit 6:3 und 6:0 durch, während Pablo Carreño Busta und David Marrero beim Finale in Rio lediglich mit 7:6 (7:5) und 6:1 das Nachsehen hatten. Anfang Mai mussten Cabal und Farah in München ihre einzige Finalniederlage in dieser Saison hinnehmen, als sie Henri Kontinen und John Peers mit 7:10 im Match-Tie-Break unterlagen. Wenige Wochen darauf folgte dafür der Titelgewinn in Nizza, dank eines 10:8-Erfolgs im Match-Tie-Break der Finalpartie gegen Mate Pavić und Michael Venus. Nach durchwachsenen Ergebnissen bei den French Open und in Wimbledon gelang ihnen bei den Olympischen Spielen in Rio de Janeiro zwar ein Auftakterfolg gegen das topgesetzte französische Duo Nicolas Mahut und Pierre-Hugues Herbert, in der darauffolgenden Zweitrundenpartie gegen die späteren Bronzemedaillengewinner Jack Sock und Steve Johnson mussten sie sich jedoch in zwei Sätzen geschlagen geben. Im Oktober gewannen sie in Moskau ihren vierten und letzten Saisontitel. Im Endspiel trafen sie auf Julian Knowle und Jürgen Melzer, gegen die sie sich mit 10:5 im Match-Tie-Break durchsetzten.
Auch die Saison 2017 verlief recht erfolgreich für Cabal und Farah. Sie erreichte fünf Finals auf der ATP Tour, von denen sie zwei gewannen. Im Februar setzten sie sich zunächst in Buenos Aires gegen Santiago González und David Marrero im Finale mit 6:1 und 6:4 durch, ehe sie eine Woche darauf in Rio de Janeiro in der Finalpartie gegen Pablo Carreño Busta und Pablo Cuevas das Nachsehen hatten. Im April folgte in Budapest gegen Brian Baker und Nikola Mektić die nächste Finalniederlage. In München gelang ihnen schließlich Anfang Mai der zweite Saisonerfolg, als sie Jérémy Chardy und Fabrice Martin mit 6:3 und 6:3 besiegten. Wenige Wochen darauf unterlagen sie im Endspiel in Genf mit 6:10 im Match-Tie-Break gegen Jean-Julien Rojer und Horia Tecău. Seinen dritten Saisontitel gewann Cabal an der Seite von Treat Huey in Los Cabos, nachdem sie im Finale Sergio Galdós und Roberto Maytín mit 6:2 und 6:3 bezwangen. Es war Cabals erster und bislang einziger Doppeltitel, den er nicht mit Robert Farah gewann. Auf Grand-Slam-Ebene gelang ihm mit Farah in Roland Garros das bisher beste gemeinsame Abschneiden: nach vier Siegen schieden sie erst im Halbfinale gegen Ryan Harrison und Michael Venus aus. Darüber hinaus gewann Cabal mit Abigail Spears die Mixedkonkurrenz der Australian Open. Sie besiegte im Endspiel Sania Mirza und Ivan Dodig mit 6:2 und 6:4.
2018 erreichten Cabal und Farah zu Saisonbeginn das Finale der Australian Open, das sie gegen Oliver Marach und Mate Pavić mit 4:6 und 4:6 verloren. Auch bei dem kurz darauf stattfindenden Turnier in Buenos Aires gelang ihnen zwar der Finaleinzug, mussten sich Andrés Molteni und Horacio Zeballos aber mit 3:10 im Match-Tie-Break geschlagen geben. Ihren ersten und einzigen Saisontitel gewannen sie schließlich beim Masters in Rom, ihrem ersten Sieg bei einem Turnier dieser Kategorie. Sie setzten sich im Endspiel gegen Pablo Carreño Busta und João Sousa mit 3:6, 6:4 und 10:4 durch. Bei den French Open schieden sie im Viertelfinale aus, in Wimbledon kamen sie nicht über das Achtelfinale hinaus. Im August spielten sie sich beim Cincinnati Masters bis ins Finale, mussten sich Jamie Murray und Bruno Soares aber mit 6:10 im Match-Tie-Break geschlagen geben. Ähnlich erfolgreich verliefen die direkt im Anschluss stattfindenden US Open, bei denen sie erst im Halbfinale Jack Sock und Mike Bryan unterlagen. Bis Saisonende erreichten sie zwei weitere Halbfinals und qualifizierten sich erstmals für die World Tour Finals, bei denen sie ebenfalls im Halbfinale ausschieden. Sie beendeten das Jahr gemeinsam auf Platz fünf der Weltrangliste.
Die Saison 2019 wurde für Juan Sebastián Cabal und Robert Farah die bis dato erfolgreichste. In Sydney erreichten sie ihr erstes von insgesamt sieben Saisonfinals, blieben aber gegen Jamie Murray und Bruno Soares mit 4:6 und 3:6 erneut erfolglos. Bei den Australian Open schieden sie bereits in der ersten Runde aus und auch die nächsten Turniere verliefen ohne nennenswerte Ergebnisse. In Barcelona gewannen sie schließlich im April ihren ersten Titel, als sie Murray und Soares dieses Mal im Finale mit 6:4 und 7:6 (7:4) besiegen konnten. Einen Monat darauf verteidigten sie in Rom ihren Masters-Titel aus dem Vorjahr mit einem Finalerfolg gegen Raven Klaasen und Michael Venus. Ende Juni sicherten sich Cabal und Farah in Eastbourne ihren ersten Karrieretitel auf Rasen. Mit 10:6 besiegten sie im Match-Tie-Break des Finals Máximo González und Horacio Zeballos. Bei dem anschließenden Turnier in Wimbledon gewannen sie ihren ersten Grand-Slam-Titel und übernahmen mit dem Sieg gleichzeitig zum 15. Juli die Spitze der Weltrangliste. In einem engen Finalspiel setzten sie sich gegen Nicolas Mahut und Édouard Roger-Vasselin mit 6:7 (5:7), 7:6 (7:5), 7:6 (8:6), 6:7 (5:7) und 6:3 durch. Kurz darauf erreichten sie wie schon im Vorjahr das Finale des Cincinnati Masters, verloren dieses gegen Ivan Dodig und Filip Polášek mit 6:10 im Match-Tie-Break aber erneut. Sie spielten im Anschluss die US Open, bei denen sie als topgesetzte Paarung nach fünf Siegen und lediglich einem Satzverlust ihr drittes gemeinsames Grand-Slam-Finale erreichten. Dort bezwangen sie Marcel Granollers und Horacio Zeballos mit 6:4 und 7:5. Zum Saisonende waren sie erneut für die ATP Finals qualifiziert und erreichten wie im Vorjahr das Halbfinale.
Nachdem Farah zu Beginn der Saison 2020 kurzfristig wegen Dopingverdachts gesperrt war, trat Cabal bei den Australian Open mit Jaume Munar an, mit dem er in der zweiten Runde ausschied. Auf weitere Turnierteilnahmen ohne Farah verzichtete Cabal und trat erst im Februar wieder mit diesem auf der Tour an. Gleich bei der zweiten gemeinsamen Turnierteilnahme der Saison zogen sie ins Finale von Acapulco, in dem sie Łukasz Kubot und Marcelo Melo nach zwei vergebenen Matchbällen mit 9:11 im Match-Tie-Break knapp unterlagen. Nachdem der Großteil der Saison aufgrund der COVID-19-Pandemie ausgefallen war, kamen sie bei den US Open nicht über das Achtelfinale hinaus. Erfolgreicher verliefen die in den Oktober verschobenen French Open, wo sie das Halbfinale erreichten. Im selben Monat gelang ihnen außerdem in Cagliari der Finaleinzug.
Während Farah und Cabal zum Auftakt der Saison 2021 im Finale von Melbourne noch das Nachsehen gegen Jamie Murray und Bruno Soares hatten,
sicherten sie sich im Saisonverlauf die Turniersiege der ATP-500-Wertungskategorien in Dubai, Barcelona und Wien. Bei den French Open erreichten sie wie schon im Vorjahr das Halbfinale. Ohne Turniersiege blieben die beiden in der darauffolgenden Saison. Sie standen zweimal in einem Endspiel: beim Masters in Monte Carlo und beim Masters in Madrid, beide Male verloren sie im Match-Tie-Break die Finalpartie. Auf Grand-Slam-Ebene waren die Halbfinalteilnahmen in Wimbledon und bei den US Open Farahs und Cabals beste Resultate. In ihrer letzten Saison 2023 gelangen ihnen schließlich keine gemeinsamen Finalteilnahmen mehr und auf bei den Grand-Slam-Turnieren blieben bessere Ergebnisse aus. Mit Marcelo Melo stand Cabal im Februar in Rio de Janeiro in seinem letzten Finale auf der ATP Tour. Im September 2023 beendeten Juan Sebastián Cabal und Robert Farah gemeinsam ihre Karrieren.

## Davis Cup
2008 gab Juan Sebastián Cabal sein Debüt im Davis Cup für Kolumbien. Bis 2023 kam er in jeder Saison zum Einsatz und blieb dabei in sieben seiner neun Einzelpartien siegreich. Im Doppel gewann er 17 Partien und verlor 11. Ab 2011 bestritt er sämtliche Doppelpartien an der Seite seines Dauerpartners Robert Farah.

## Erfolge
| Legende (Anzahl der Siege)      |
| Grand Slam (3)                  |
| ATP World Tour Finals           |
| ATP World Tour Masters 1000 (2) |
| ATP World Tour 500 (6)          |
| ATP World Tour 250 (10)         |
| ATP Challenger Tour (18)        |

| ATP-Titel nach Belag |
| Hartplatz (7)        |
| Sand (12)            |
| Rasen (2)            |

### Einzel

#### Turniersiege

##### ATP Challenger Tour
| Nr. | Datum              | Turnier        | Belag | Finalgegner  | Ergebnis  |
| --- | ------------------ | -------------- | ----- | ------------ | --------- |
| 1.  | 26. September 2011 | Aguascalientes | Sand  | Robert Farah | 6:4, 7:63 |

### Doppel

#### Turniersiege

##### ATP World Tour
| Nr. | Datum             | Turnier            | Belag         | Partner      | Finalgegner                          | Ergebnis                    |
| --- | ----------------- | ------------------ | ------------- | ------------ | ------------------------------------ | --------------------------- |
| 1.  | 23. Februar 2014  | Rio de Janeiro (1) | Sand          | Robert Farah | David Marrero Marcelo Melo           | 6:4, 6:2                    |
| 2.  | 23. August 2014   | Winston-Salem      | Hartplatz     | Robert Farah | Jamie Murray John Peers              | 6:3, 6:4                    |
| 3.  | 15. Februar 2015  | São Paulo          | Sand (i)      | Robert Farah | Paolo Lorenzi Diego Schwartzman      | 6:4, 6:2                    |
| 4.  | 23. Mai 2015      | Genf               | Sand          | Robert Farah | Raven Klaasen Lu Yen-hsun            | 7:5, 4:6, [10:7]            |
| 5.  | 14. Februar 2016  | Buenos Aires (1)   | Sand          | Robert Farah | Íñigo Cervantes Paolo Lorenzi        | 6:3, 6:0                    |
| 6.  | 21. Februar 2016  | Rio de Janeiro (2) | Sand          | Robert Farah | Pablo Carreño Busta David Marrero    | 7:65, 6:1                   |
| 7.  | 21. Mai 2016      | Nizza              | Sand          | Robert Farah | Mate Pavić Michael Venus             | 4:6, 6:4, [10:8]            |
| 8.  | 23. Oktober 2016  | Moskau             | Hartplatz (i) | Robert Farah | Julian Knowle Jürgen Melzer          | 7:5, 4:6, [10:5]            |
| 9.  | 19. Februar 2017  | Buenos Aires (2)   | Sand          | Robert Farah | Santiago González David Marrero      | 6:1, 6:4                    |
| 10. | 7. Mai 2017       | München            | Sand          | Robert Farah | Jérémy Chardy Fabrice Martin         | 6:3, 6:3                    |
| 11. | 6. August 2017    | Los Cabos          | Hartplatz     | Treat Huey   | Sergio Galdós Roberto Maytín         | 6:2, 6:3                    |
| 12. | 20. Mai 2018      | Rom (1)            | Sand          | Robert Farah | Pablo Carreño Busta João Sousa       | 3:6, 6:4, [10:4]            |
| 13. | 27. April 2019    | Barcelona (1)      | Sand          | Robert Farah | Jamie Murray Bruno Soares            | 6:4, 7:64                   |
| 14. | 19. Mai 2019      | Rom (2)            | Sand          | Robert Farah | Raven Klaasen Michael Venus          | 6:1, 6:3                    |
| 15. | 28. Juni 2019     | Eastbourne         | Rasen         | Robert Farah | Máximo González Horacio Zeballos     | 3:6, 7:64, [10:6]           |
| 16. | 13. Juli 2019     | Wimbledon          | Rasen         | Robert Farah | Nicolas Mahut Édouard Roger-Vasselin | 6:75, 7:65, 7:66, 6:75, 6:3 |
| 17. | 6. September 2019 | US Open            | Hartplatz     | Robert Farah | Marcel Granollers Horacio Zeballos   | 6:4, 7:5                    |
| 18. | 20. März 2021     | Dubai              | Hartplatz     | Robert Farah | Nikola Mektić Mate Pavić             | 7:60, 7:64                  |
| 19. | 25. April 2021    | Barcelona (2)      | Sand          | Robert Farah | Kevin Krawietz Horia Tecău           | 6:4, 6:2                    |
| 20. | 31. Oktober 2021  | Wien               | Hartplatz (i) | Robert Farah | Rajeev Ram Joe Salisbury             | 6:4, 6:2                    |

##### ATP Challenger Tour
| Nr. | Datum              | Turnier          | Belag     | Partner            | Finalgegner                          | Ergebnis          |
| --- | ------------------ | ---------------- | --------- | ------------------ | ------------------------------------ | ----------------- |
| 1.  | 20. September 2008 | Cali (1)         | Sand      | Alejandro Falla    | Brian Dabul Horacio Zeballos         | 7:66, 6:3         |
| 2.  | 27. September 2008 | Bogotá III       | Sand      | Alejandro Falla    | Alejandro Fabbri Horacio Zeballos    | 3:6, 7:67, [10:8] |
| 3.  | 15. November 2008  | Medellín (1)     | Sand      | Alejandro Falla    | Juan-Pablo Amado Víctor Estrella     | 3:4 Aufgabe       |
| 4.  | 18. Juli 2010      | Bogotá (1)       | Sand      | Robert Farah       | Víctor Estrella Alejandro González   | 7:66, 6:4         |
| 5.  | 7. November 2010   | Medellín (2)     | Sand      | Robert Farah       | Franco Ferreiro André Sá             | 6:3, 7:5          |
| 6.  | 13. November 2010  | Guayaquil        | Sand      | Robert Farah       | Franco Ferreiro André Sá             | 7:5, 7:63         |
| 7.  | 30. Januar 2011    | Bucaramanga      | Sand      | Robert Farah       | Pablo Galdón Andrés Molteni          | 6:1, 6:2          |
| 8.  | 20. März 2011      | San José         | Hartplatz | Robert Farah       | Luis Díaz Barriga Santiago González  | 6:3, 6:3          |
| 9.  | 8. Mai 2011        | Rom              | Sand      | Robert Farah       | Santiago González Travis Rettenmaier | 2:6, 6:3, [11:9]  |
| 10. | 6. August 2011     | Campos do Jordão | Hartplatz | Robert Farah       | Ricardo Hocevar Júlio Silva          | 6:2, 6:3          |
| 11. | 14. August 2011    | Binghamton       | Hartplatz | Robert Farah       | Treat Conrad Huey Frederik Nielsen   | 6:4, 6:3          |
| 12. | 24. September 2011 | Cali (2)         | Sand      | Robert Farah       | Facundo Bagnis Eduardo Schwank       | 7:5, 6:2          |
| 13. | 16. September 2012 | Cali (3)         | Sand      | Robert Farah       | Marcelo Demoliner João Souza         | 6:3, 7:64         |
| 14. | 7. Oktober 2012    | Quito            | Sand      | Carlos Salamanca   | Marcelo Demoliner João Souza         | 7:67, 7:64        |
| 15. | 22. September 2013 | Kaohsiung        | Hartplatz | Robert Farah       | Yuki Bhambri Wang Chieh-fu           | 6:4, 6:2          |
| 16. | 10. November 2013  | Bogotá (2)       | Sand      | Alejandro González | Nicolás Barrientos Eduardo Struvay   | 6:3, 6:2          |
| 17. | 25. Januar 2014    | Bucaramanga (2)  | Sand      | Robert Farah       | Kevin King Juan-Carlos Spir          | 7:63, 6:3         |

#### Finalteilnahmen

##### ATP World Tour
| Nr. | Datum            | Turnier            | Belag     | Partner            | Finalgegner                           | Ergebnis           |
| --- | ---------------- | ------------------ | --------- | ------------------ | ------------------------------------- | ------------------ |
| 1.  | 6. Juli 2011     | French Open        | Sand      | Eduardo Schwank    | Daniel Nestor Maks Mirny              | 6:73, 6:3, 4:6     |
| 2.  | 23. Juni 2012    | ’s-Hertogenbosch   | Rasen     | Dmitri Tursunow    | Robert Lindstedt Horia Tecău          | 3:6, 6:71          |
| 3.  | 25. Mai 2013     | Nizza              | Sand      | Robert Farah       | Johan Brunström Raven Klaasen         | 3:6, 2:6           |
| 4.  | 5. Januar 2014   | Brisbane           | Hartplatz | Robert Farah       | Daniel Nestor Mariusz Fyrstenberg     | 7:64, 4:6, [7:10]  |
| 5.  | 8. Februar 2014  | Viña del Mar       | Sand      | Robert Farah       | Oliver Marach Florin Mergea           | 3:6, 4:6           |
| 6.  | 3. März 2014     | São Paulo          | Sand (i)  | Robert Farah       | Philipp Oswald Guillermo García López | 7:5, 4:6, [13:15]  |
| 7.  | 29. März 2014    | Miami              | Hartplatz | Robert Farah       | Bob Bryan Mike Bryan                  | 6:78, 4:6          |
| 8.  | 20. Juli 2014    | Bogotá             | Hartplatz | Nicolás Barrientos | Samuel Groth Chris Guccione           | 6:75, 7:63, [9:11] |
| 9.  | 26. Juli 2015    | Båstad             | Sand      | Robert Farah       | Jérémy Chardy Łukasz Kubot            | 7:66, 3:6, [8:10]  |
| 10. | 2. August 2015   | Hamburg            | Sand      | Robert Farah       | Jamie Murray John Peers               | 6:2, 3:6, [8:10]   |
| 11. | 11. Oktober 2015 | Tokio              | Hartplatz | Robert Farah       | Raven Klaasen Marcelo Melo            | 6:75, 6:3, [7:10]  |
| 12. | 1. Mai 2016      | München            | Sand      | Robert Farah       | Henri Kontinen John Peers             | 3:6, 6:3, [7:10]   |
| 13. | 25. Februar 2017 | Rio de Janeiro (1) | Sand      | Robert Farah       | Pablo Carreño Busta Pablo Cuevas      | 4:6, 7:5, [8:10]   |
| 14. | 30. April 2017   | Budapest           | Sand      | Robert Farah       | Brian Baker Nikola Mektić             | 6:72, 4:6          |
| 15. | 27. Mai 2017     | Genf               | Sand      | Robert Farah       | Jean-Julien Rojer Horia Tecău         | 6:2, 6:79, [6:10]  |
| 16. | 27. Januar 2018  | Australian Open    | Hartplatz | Robert Farah       | Oliver Marach Mate Pavić              | 4:6, 4:6           |
| 17. | 18. Februar 2018 | Buenos Aires       | Sand      | Robert Farah       | Andrés Molteni Horacio Zeballos       | 3:6, 7:5, [3:10]   |
| 18. | 19. August 2018  | Cincinnati (1)     | Hartplatz | Robert Farah       | Jamie Murray Bruno Soares             | 6:4, 3:6, [6:10]   |
| 19. | 12. Januar 2019  | Sydney             | Hartplatz | Robert Farah       | Jamie Murray Bruno Soares             | 4:6, 3:6           |
| 20. | 18. August 2019  | Cincinnati (2)     | Hartplatz | Robert Farah       | Ivan Dodig Filip Polášek              | 6:4, 4:6, [6:10]   |
| 21. | 29. Februar 2020 | Acapulco           | Hartplatz | Robert Farah       | Łukasz Kubot Marcelo Melo             | 6:76, 7:64, [9:11] |
| 22. | 17. Oktober 2020 | Cagliari           | Sand      | Robert Farah       | Marcus Daniell Philipp Oswald         | 3:6, 4:6           |
| 23. | 7. Februar 2021  | Melbourne          | Hartplatz | Robert Farah       | Jamie Murray Bruno Soares             | 3:6, 6:77          |
| 24. | 17. April 2022   | Monte Carlo        | Sand      | Robert Farah       | Rajeev Ram Joe Salisbury              | 4:6, 6:3, [7:10]   |
| 25. | 8. Mai 2022      | Madrid             | Sand      | Robert Farah       | Wesley Koolhof Neal Skupski           | 7:64, 4:6, [5:10]  |
| 26. | 25. Februar 2023 | Rio de Janeiro (2) | Sand      | Marcelo Melo       | Máximo González Andrés Molteni        | 1:6, 6:73          |

### Mixed

#### Turniersiege
| Nr. | Datum           | Turnier         | Belag     | Partnerin      | Finalgegner            | Ergebnis |
| --- | --------------- | --------------- | --------- | -------------- | ---------------------- | -------- |
| 1.  | 29. Januar 2017 | Australian Open | Hartplatz | Abigail Spears | Sania Mirza Ivan Dodig | 6:2, 6:4 |

## Abschneiden bei Grand-Slam-Turnieren

### Doppel
| Turnier         | 2011 | 2012 | 2013 | 2014 | 2015 | 2016 | 2017 | 2018 | 2019 | 2020 | 2021 | 2022 | 2023 | Karriere |
| --------------- | ---- | ---- | ---- | ---- | ---- | ---- | ---- | ---- | ---- | ---- | ---- | ---- | ---- | -------- |
| Australian Open | —    | 2    | VF   | 1    | 2    | AF   | AF   | F    | 1    | 2    | 2    | 2    | AF   | F        |
| French Open     | F    | AF   | AF   | 1    | 1    | 1    | HF   | VF   | HF   | HF   | HF   | 1    | 2    | F        |
| Wimbledon       | AF   | 1    | AF   | AF   | 2    | 2    | 2    | AF   | S    |      | VF   | HF   | 1    | S        |
| US Open         | 2    | 1    | 1    | 2    | 2    | 1    | AF   | HF   | S    | AF   | 1    | HF   | 2    | S        |

### Mixed
| Turnier         | 2011 | 2012 | 2013 | 2014 | 2015 | 2016 | 2017 | 2018 | 2019 | 2020 | 2021 | 2022 | 2023 | Karriere |
| --------------- | ---- | ---- | ---- | ---- | ---- | ---- | ---- | ---- | ---- | ---- | ---- | ---- | ---- | -------- |
| Australian Open | —    | 1    | 1    | —    | VF   | 1    | S    | VF   | VF   | 1    | 1    | 1    | AF   | S        |
| French Open     | —    | 1    | VF   | AF   | 1    | 1    | AF   | VF   | 1    |      | HF   | —    | —    | HF       |
| Wimbledon       | 1    | 1    | 1    | 2    | AF   | VF   | AF   | VF   | —    |      | —    | —    | —    | VF       |
| US Open         | —    | —    | —    | 1    | VF   | 1    | VF   | AF   | —    |      | —    | —    | —    | VF       |